# Палилула (Долж)
Палилула (рум. Palilula) насеље је у Румунији у округу Долж у општини Буковац. Oпштина се налази на надморској висини од 125 m.

## Становништво
Према подацима из 2002. године у насељу је живело 892 становника, од којих су сви румунске националности.